# Quartier VII (Turku)
Le Quartier VII (finnois : VII kaupunginosa) est un quartier de Turku en Finlande.

## Description
Le quartier VII a de nombreux bâtiments comme l'hôtel de ville de Turku, la halle du marché de Turku, l'îlot urbain Hansa, l'église catholique de Turku, l'église orthodoxe de Turku, Albatross, la maison des pompiers volontaires ou le lycée classique de Turku.

## Galerie

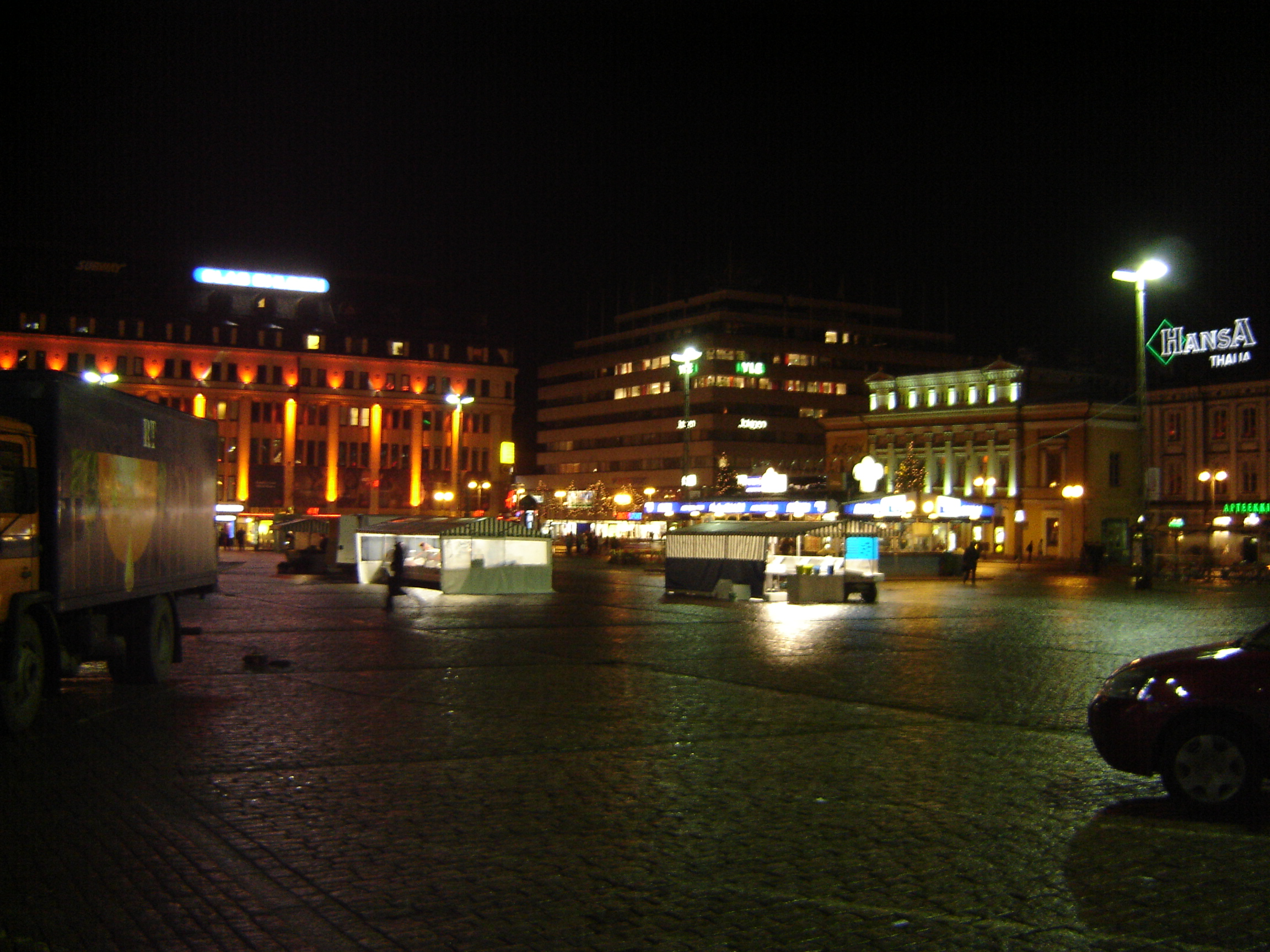
Place du marché le matin.
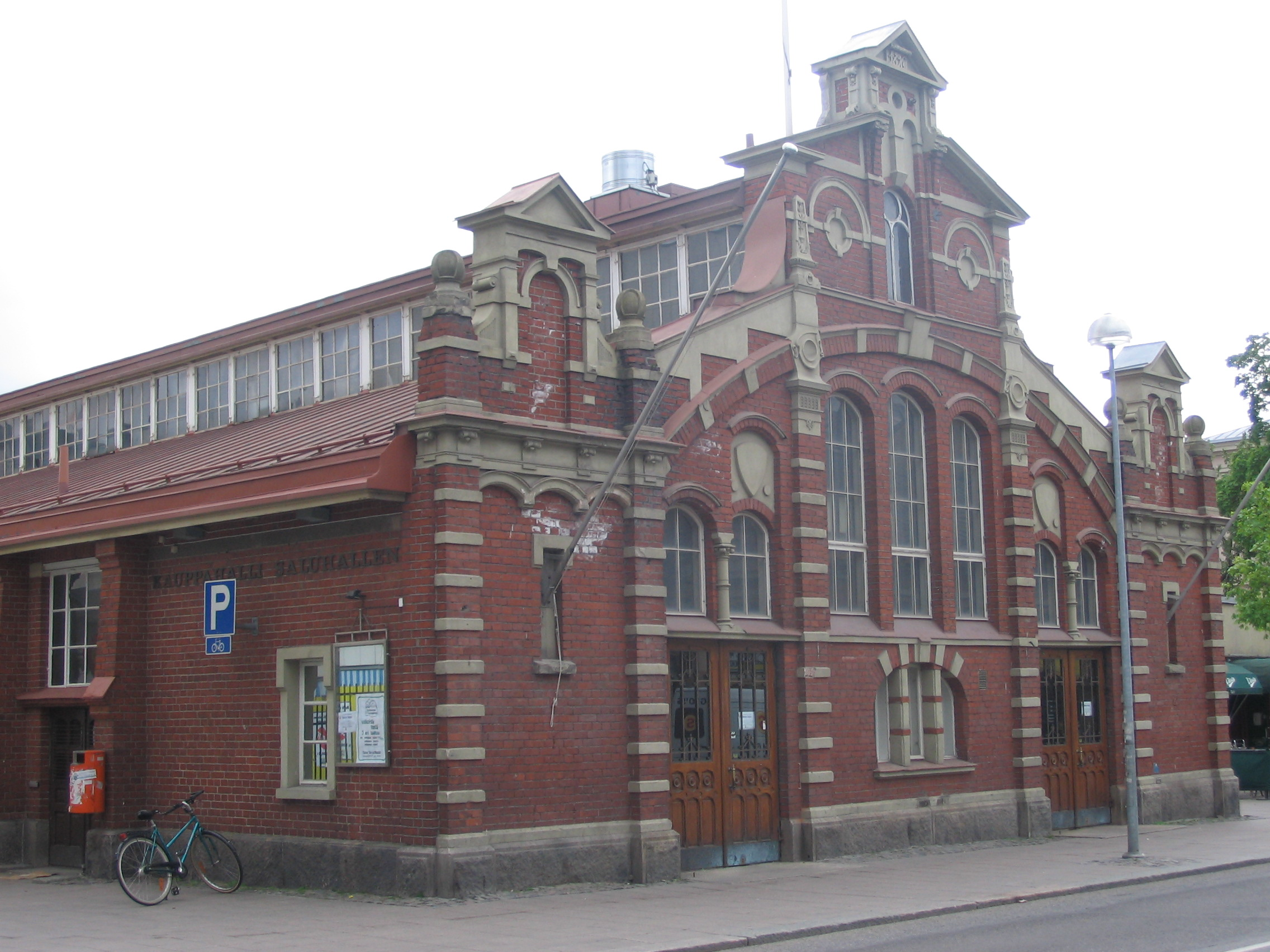
Halle du marché.
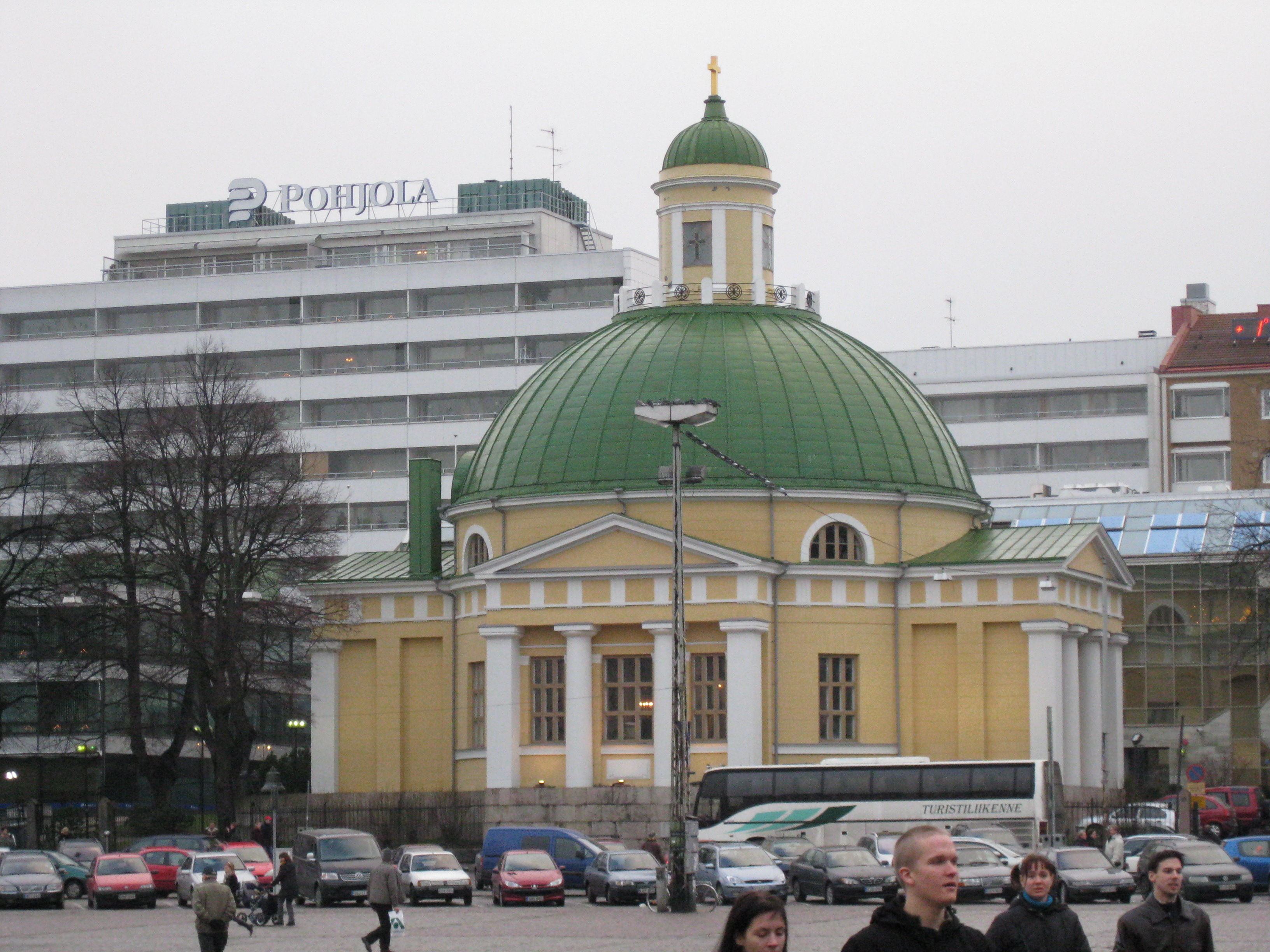
Église orthodoxe de Turku